# Vrbas (brod)
Vrbas (ranije Helene i Cer) bio je zapovjedni brod riječne flote Mornarice NDH. Izgrađen je od strane austro-ugarske mornarice 1909. kao naoružani parobrod. 1919. oostao je zapovjedni brod riječne flotile Jugoslavenske kraljevske mornarice pod imenom Cer. Potopljen je 1941. tijekom Travanjskog rata. 1942. obnovljen je u Županji i stavljen u službu kao zapovjedni brod riječne flote RM NDH pod imenom Vrbas. Nakon rata zarobljen je te je tijekom 1950-ih služio kao zapovjedni brod riječne flote JRM pod imenom Srem.